# Qatar ai Giochi della XXXIII Olimpiade
Il Qatar ha partecipato ai Giochi della XXXIII Olimpiade, svoltisi a Parigi dal 26 luglio all'11 agosto 2024, con una delegazione di 14 atleti, 13 uomini e una donna, in 5 discipline.
I portabandiera alla cerimonia di apertura sono stati Mutaz Essa Barshim e Shahad Mohamed.

## Delegazione
| Sport             | Uomini | Donne | Totale |
| ----------------- | ------ | ----- | ------ |
| Atletica leggera  | 7      | 1     | 8      |
| Beach volley      | 2      | 0     | 2      |
| Nuoto             | 1      | 0     | 1      |
| Sollevamento pesi | 1      | 0     | 1      |
| Tiro              | 2      | 0     | 2      |
| Totale            | 13     | 1     | 14     |

## Medagliere
| Riepilogo quotidiano | Riepilogo quotidiano | Riepilogo quotidiano | Riepilogo quotidiano | Riepilogo quotidiano | Riepilogo quotidiano |
| -------------------- | -------------------- | -------------------- | -------------------- | -------------------- | -------------------- |
| Giorno               | Data                 | Oro                  | Argento              | Bronzo               | Totale               |
| 1º                   | 27 luglio            | 0                    | 0                    | 0                    | 0                    |
| 2º                   | 28 luglio            | 0                    | 0                    | 0                    | 0                    |
| 3º                   | 29 luglio            | 0                    | 0                    | 0                    | 0                    |
| 4º                   | 30 luglio            | 0                    | 0                    | 0                    | 0                    |
| 5º                   | 31 luglio            | 0                    | 0                    | 0                    | 0                    |
| 6º                   | 1º agosto            | 0                    | 0                    | 0                    | 0                    |
| 7º                   | 2 agosto             | 0                    | 0                    | 0                    | 0                    |
| 8º                   | 3 agosto             | 0                    | 0                    | 0                    | 0                    |
| 9º                   | 4 agosto             | 0                    | 0                    | 0                    | 0                    |
| 10º                  | 5 agosto             | 0                    | 0                    | 0                    | 0                    |
| 11º                  | 6 agosto             | 0                    | 0                    | 0                    | 0                    |
| 12º                  | 7 agosto             | 0                    | 0                    | 0                    | 0                    |
| 13º                  | 8 agosto             | 0                    | 0                    | 0                    | 0                    |
| 14º                  | 9 agosto             | 0                    | 0                    | 0                    | 0                    |
| 15º                  | 10 agosto            | 0                    | 0                    | 1                    | 1                    |
| 16º                  | 11 agosto            | 0                    | 0                    | 0                    | 0                    |
| Totale               | Totale               | 0                    | 0                    | 1                    | 1                    |

### Per disciplina
| Sport            | Oro | Argento | Bronzo | Totale |
| ---------------- | --- | ------- | ------ | ------ |
| Atletica leggera | 0   | 0       | 1      | 1      |
| Totale           | 0   | 0       | 1      | 1      |

### Medaglie
| Medaglia | Nome               | Sport            | Evento        |
| -------- | ------------------ | ---------------- | ------------- |
| Bronzo   | Mutaz Essa Barshim | Atletica leggera | Salto in alto |

### Statistiche

#### Medagliati in più edizioni
| Nome               | Sport                                             | Evento        | '12     | '16     | '20 | '24    |
| ------------------ | ------------------------------------------------- | ------------- | ------- | ------- | --- | ------ |
| Mutaz Essa Barshim | Atletica leggera ai Giochi della XXXIII Olimpiade | Salto in alto | Argento | Argento | Oro | Bronzo |

## Risultati

### Atletica leggera
| Q | Qualificato al turno successivo per la posizione in qualificazione                                                           |
| q | Qualificato per il turno successivo per ripescaggio o, negli eventi su campo, conquistando la misura minima per qualificarsi |

#### Gare in pista o strada
Maschile
| Atleta                     | Evento         | Batterie  | Batterie  | Ripescaggio     | Ripescaggio     | Semifinale      | Semifinale      | Finale          | Finale          |
| Atleta                     | Evento         | Risultato | Posizione | Risultato       | Posizione       | Risultato       | Posizione       | Risultato       | Posizione       |
| -------------------------- | -------------- | --------- | --------- | --------------- | --------------- | --------------- | --------------- | --------------- | --------------- |
| Ammar Ismail Yahia Ibrahim | 400 m piani    | 44.66     | 4º R      | 44.77           | 1º Q            | 44.64           | 5º              | non qualificato | non qualificato |
| Abderrahmann Samba         | 400 m ostacoli | 48.35     | 3º Q      | Bye             | Bye             | 48.20           | 3º q            | 47.98           | 6º              |
| Bassem Heimeda             | 400 m ostacoli | 49.82     | 5º R      | 49.64           | 6º              | non qualificato | non qualificato | non qualificato | non qualificato |
| Ismail Doudai Abakar       | 400 m ostacoli | dnf       | dnf       | non qualificato | non qualificato | non qualificato | non qualificato | non qualificato | non qualificato |
| Abubaker Haydar Abdalla    | 800 m piani    | 1'48"42   | 5º R      | dns             | dns             | non qualificato | non qualificato | non qualificato | non qualificato |

Femminile
| Atleta       | Evento      | Preliminare | Preliminare | Batterie        | Batterie        | Ripescaggio     | Ripescaggio     | Semifinale      | Semifinale      | Finale          | Finale          |
| Atleta       | Evento      | Risultato   | Posizione   | Risultato       | Posizione       | Risultato       | Posizione       | Risultato       | Posizione       | Risultato       | Posizione       |
| ------------ | ----------- | ----------- | ----------- | --------------- | --------------- | --------------- | --------------- | --------------- | --------------- | --------------- | --------------- |
| Shadh Ashraf | 100 m piani | 12.53       | 7ª          | non qualificata | non qualificata | non qualificata | non qualificata | non qualificata | non qualificata | non qualificata | non qualificata |

#### Gare su campo
Maschile
| Atleta             | Evento        | Qualificazione | Qualificazione | Finale    | Finale    |
| Atleta             | Evento        | Risultato      | Posizione      | Risultato | Posizione |
| ------------------ | ------------- | -------------- | -------------- | --------- | --------- |
| Mutaz Essa Barshim | Salto in alto | 2.27           | 2º Q           | 2.34      | Bronzo    |

### Beach volley
Maschile
| Girone A | Girone A             | Girone A | Girone A | Girone A | Girone A | Girone A | Girone A | Girone A | Girone A | Girone A | Girone A | Girone A |
| Pos.     | Coppie               | Pts      | G        | V        | P        | Sv       | Sp       | Sr       | Pv       | Pp       | Pr       | Note     |
| -------- | -------------------- | -------- | -------- | -------- | -------- | -------- | -------- | -------- | -------- | -------- | -------- | -------- |
| 1        | Younosse-Tijan       | 6        | 3        | 3        | 0        | 6        | 1        | 6.000    | 141      | 127      | 1.102    | Q        |
| 2        | Åhman-Hellvig        | 5        | 3        | 2        | 1        | 4        | 2        | 2.000    | 124      | 118      | 1.051    | Q        |
| 3        | Cottafava-Nicolai    | 4        | 3        | 1        | 2        | 3        | 4        | 0.750    | 139      | 134      | 1.037    | q        |
| 4        | Nicolaidis-Carracher | 3        | 3        | 0        | 3        | 0        | 6        | 0.000    | 102      | 126      | 0.810    |          |

Fase a gironi
| Parigi 27 luglio 2024, ore 23:00 UTC+2 | Cottafava-Nicolai         | 0 – 2 (19-21; 18-21) referto | Younosse-Tijan | Torre Eiffel - Campo centrale (10 314 spett.)\| Arbitri: \| Brigham Beatie Lijun Vang \| |
| Arbitri:                               | Brigham Beatie Lijun Vang |                              |                |                                                                                          |

| Parigi 29 luglio 2024, ore 20:00 UTC+2 | Ahman-Hellvig              | 1 – 2 (21-15; 19-21; 18-20) referto | Younosse-Tijan | Torre Eiffel - Campo centrale (10 023 spett.)\| Arbitri: \| Osvaldo Sumavil Lijun Vang \| |
| Arbitri:                               | Osvaldo Sumavil Lijun Vang |                                     |                |                                                                                           |

| Parigi 1 agosto 2024, ore 10:00 UTC+2 | Younosse-Tijan                        | 2 – 0 (21-14; 21-18) referto | Nicolaidis-Carracher | Torre Eiffel - Campo centrale (9 949 spett.)\| Arbitri: \| Rui Horge Carvalho Davide Crescentini \| |
| Arbitri:                              | Rui Horge Carvalho Davide Crescentini |                              |                      | |

Ottavi di finale
| Parigi 5 agosto 2024, ore 22:00 UTC+2 | Younosse-Tijan                 | 2 – 0 (21-14; 21-13) referto | M. Grimalt-E. Grimalt | Torre Eiffel - Campo centrale (10 713 spett.)\| Arbitri: \| Giseli Amantino Brigham Beatie \| |
| Arbitri:                              | Giseli Amantino Brigham Beatie |                              |                       |                                                                                               |

Quarti di finale
| Parigi 7 agosto 2024, ore 22:00 UTC+2 | Younosse-Tijan                              | 2 – 0 (21-14; 21-16) referto | Partain-Benesh | Torre Eiffel - Campo centrale (10 731 spett.)\| Arbitri: \| Charalampos Papadogoulas Davide Crescentini \| |
| Arbitri:                              | Charalampos Papadogoulas Davide Crescentini |                              |                | |

Semifinale
| Parigi 8 agosto 2024, ore 22:00 UTC+2 | Younosse-Tijan              | 0 – 2 (13-21; 17-21) referto | Ahman-Hellvig | Torre Eiffel - Campo centrale (10 660 spett.)\| Arbitri: \| Robert Leko Osvaldo Sumavil \| |
| Arbitri:                              | Robert Leko Osvaldo Sumavil |                              |               |                                                                                            |

Finale per il bronzo
| Parigi 10 agosto 2024, ore 21:00 UTC+2 | Younosse-Tijan                         | 0 – 2 (13-21; 16-21) referto | Mol-Sorum | Torre Eiffel - Campo centrale (8 904 spett.)\| Arbitri: \| Charalampos Papadogoulas Brian Hiebert \| |
| Arbitri:                               | Charalampos Papadogoulas Brian Hiebert |                              |           | |

### Nuoto
Maschile
| Atleta                | Evento   | Batteria | Batteria  | Semifinale      | Semifinale      | Finale          | Finale          |
| Atleta                | Evento   | Tempo    | Posizione | Tempo           | Posizione       | Tempo           | Posizione       |
| --------------------- | -------- | -------- | --------- | --------------- | --------------- | --------------- | --------------- |
| Abdullaziz Al-Obaidly | 100 rana | 1'04"31  | 30º       | non qualificato | non qualificato | non qualificato | non qualificato |

### Sollevamento pesi
Maschile
| Atleta               | Evento | Strappo   | Strappo    | Slancio         | Slancio         | Totale          | Classifica      |
| Atleta               | Evento | Risultato | Classifica | Risultato       | Classifica      | Totale          | Classifica      |
| -------------------- | ------ | --------- | ---------- | --------------- | --------------- | --------------- | --------------- |
| Faris Ibrahim Elbakh | -102kg | 178 kg    | nm         | non qualificato | non qualificato | non qualificato | non qualificato |

### Tiro a segno/al volo
Maschile
| Atleta                | Evento | Qualificazione | Qualificazione | Finale          | Finale          |
| Atleta                | Evento | Punteggio      | Classifica     | Punteggio       | Classifica      |
| --------------------- | ------ | -------------- | -------------- | --------------- | --------------- |
| Rashid Saleh Al-Athba | Skeet  | 118            | 15º            | non qualificato | non qualificato |
| Saeed Abusharib       | Trap   | 118            | 23º            | non qualificato | non qualificato |